# محمد دیون
محمد دیون (انگلیسی: Mahammed Dionne; ۲۲ سپتامبر ۱۹۵۹ – ۵ آوریل ۲۰۲۴) سیاستمدار اهل سنگال بود. وی از ۶ ژوئیه ۲۰۱۴ تا ۱۴ مه ۲۰۱۹ نخست‌وزیر این کشور بود.
محمد دیون در ۵ آوریل ۲۰۲۴، در سن ۶۴ سالگی در پاریس درگذشت.